# Port lotniczy Kyauktu
Port lotniczy Kyauktu (IATA: KYT, ICAO: VYKU) – port lotniczy położony w Kyauktu, w prowincji Magwe, w Birmie.